# Dibbanakhed, Sindhnur
Dibbanakhed là một làng thuộc tehsil Sindhnur, huyện Raichur, bang Karnataka, Ấn Độ.